# Ashampoo
Ashampoo GmbH & Co. KG es una tecnológica de software internacional con sede en Oldenburg, Alemania. Son más conocidos por Ashampoo Burning Studio y Ashampoo WinOptimizer. Son miembros generales de la Blu-ray Disc Association y la Asociación de Profesionales del Shareware (esta última no se refleja en la página web de la asociación).

## Historia
Ashampoo fue fundada en 1999 por Rolf Hilchner (CEO de Ashampoo). El nombre de la compañía se formó durante una discusión acerca de su primer producto, un software de utilidad de desinstalación, cuando Rolf Hilchner mencionó que "Limpia Windows como un Shampoo"'. Su primer producto publicado fue AudioCD MP3 Studio 2000. Desde entonces, han publicado software de productividad de oficina, seguridad, creación de discos ópticos, utilidad del sistema, multimedia y CAD.

## Experiencia
Más de 22 años de experiencia como fabricante de software

## Índice de adopción
- Más de 20 millones de clientes confían en la marca y los productos Ashampoo
- La mayoría de los títulos de software ahora están disponibles en 50 idiomas en más de 160 países
- Darle a rivales de software más grandes una oportunidad por su dinero con un equipo de tan solo 55
- Dicen tener más de 120 millones de instalaciones de productos.[1]

## Productos
De acuerdo con Ashampoo, su software de mayor venta, a partir de 2021, es:
- Ashampoo WinOptimizer
- Ashampoo PDF Pro
- Ashampoo Burning Studio
- Ashampoo Backup Pro
- Ashampoo Driver Updater
- Ashampoo Office 8
- Ashampoo Snap 12
- Ashampoo UnInstaller
- Ashampoo Zip Pro 3
- Ashampoo ActionCam
- Ashampoo AntiSpy Pro
- Ashampoo Cinemagraph
- Ashampoo Home Design 6
- Ashampoo Music Studio 8
- Ashampoo Photo Commander 16
- Ashampoo Photo Optimizer 8
- Ashampoo Soundstage Pro
- Ashampoo 3D CAD Architecture
- Ashampoo 3D CAD Professional 8